# Mano Guttenberger

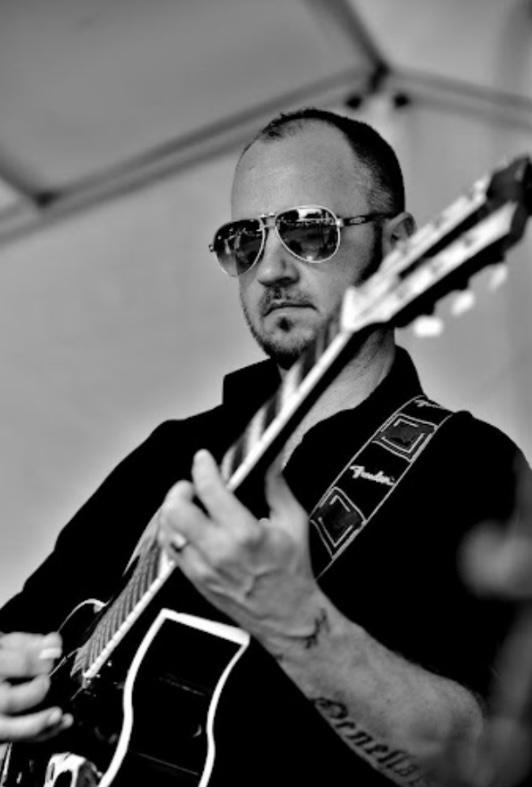
Mano Guttenberger (Stuttgarter Sommerfest 2018)

Mano Guttenberger (* 4. Februar 1978 in Stuttgart) ist ein deutscher Jazzmusiker (Gitarre, Gesang, Komposition), dessen Schwerpunkt auf der Sologitarre des Jazz Manouche / Gypsy Jazz liegt.

## Leben und Wirken
Der Gitarrist mit  Sintiwurzeln erlernte bereits im Kindesalter das Gitarrenspiel. Er entwickelte früh seinen eigenen Stil, der letztendlich für den Sound des Zigeli-Winter-Quintetts verantwortlich war, dem er im Jahr 2000 beitrat und mit dem er zwei Tonträger veröffentlichte.  
2012 gründete er zusammen mit seinem Bruder Knebo Guttenberger und dem Bassisten Branko Arnsek die Guttenberger Brothers, die in der süddeutschen Jazzszene konzertieren.  
Er spielte auf nationalen und internationalen Bühnen und  Festivals mit Musikern der Jazz Manouche-/Gypsy Jazz-Szene, wie  Stochelo Rosenberg, Wawau Adler, Wedeli Köhler, Gismo Graf, Joschi Graf, Jan Jankeje, Zipflo Weinrich und seinem Bruder Knebo Guttenberger, sowie  Jazzmusikern wie  Andreas Maile, Stefan Koschitzki und Magnus Mehl.

## Diskographische Hinweise
- Zigeli Winter Quintett: mari gidli (2001, mit Zigeli Winter, Salvatore Panunzio, Joschi Graf, Branko Arnsek)
- Zigeli Winter Quintett: me digamles glei (2007)
- Wawau Adler: Here’s to Django (minor music 2010, mit Joel Locher, Mano & Knebo Guttenberger)
- Wedeli Köhler Homage á Django (2012)
- Guttenberger Brothers: #one (59music, 2015)[1]
- Mano Guttenberger, Yorgui Loeffler, Jan Jankeje: Django’s Tiger (2023)[2]
- Guttenberger Gipsy Jazz Project: Douce Ambiaux (2024, mit Watti Rosenberg, Dadi & Moreno Guttenberger, Jan Jankeje)